# Бжостувець
Бжостувець (пол. Brzostówiec) — село в Польщі, у гміні Радинь-Підляський Радинського повіту Люблінського воєводства.
Населення — 567 осіб (2011).
У 1975-1998 роках село належало до Білопідляського воєводства.

## Демографія
Демографічна структура станом на 31 березня 2011 року:
|          | Загалом | Допрацездатний вік | Працездатний вік | Постпрацездатний вік |
| -------- | ------- | ------------------ | ---------------- | -------------------- |
| Чоловіки | 284     | 66                 | 190              | 28                   |
| Жінки    | 283     | 70                 | 154              | 59                   |
| Разом    | 567     | 136                | 344              | 87                   |